# Hyloxalus infraguttatus
Hyloxalus infraguttatus är en groddjursart som först beskrevs av George Albert Boulenger 1898.  Hyloxalus infraguttatus ingår i släktet Hyloxalus och familjen pilgiftsgrodor. IUCN kategoriserar arten globalt som nära hotad. Inga underarter finns listade i Catalogue of Life.